# Blecktjärnen (Borgsjö socken, Medelpad, 694257-148810)
Blecktjärnen är en sjö i Ånge kommun i Medelpad som ingår i Ljungans huvudavrinningsområde.